# Білоруси в Латвії
Білоруси в Латвії — третя за ількістю меншина після росіян та українців. У 2022 році в Латвії проживало понад 57 319 тисяч білорусів. Згідно з опитуваннями та даними перепису населення, більшість латвійських білорусів не розмовляють білоруською мовою.
Порівняно з іншими меншинами, офіційна кількість білорусів у Латвії різко змінювалася з часом (1897 р. — 80 тис., 1935 р. — 27 тис., 1989 р. — 120 тис., 2012 р. — 76 тис.), оскільки в різні періоди їх зараховували до росіян, поляків та латишів.
Міжетнічні шлюби також широко поширені серед білорусів у Латвії, тому населення білоруського походження значно перевищує номінальну чисельність населення.

## Історія
Походження білорусів було синтезом слов'янської та балтійської етнічних культур. Старобілоруська мова відокремилася від спільної гілки слов'янських мов приблизно в 5 столітті та почала свій власний розвиток, як і інші слов'янські мови — українська, польська тощо. Історія латиської білоруської мови тісніше пов'язана з історією Латгалії. З доісторичних часів кривичів і латгалів об'єднувала річка Даугава, яка була спільним маршрутом для пересування і торгівлі. Міграція білорусів до Латвії почалася після розпаду Лівонського ордену в 1562 році, коли зник політичний кордон між територією Великого князівства Литовського, пізніше територією Речі Посполитої, і Латгалії, населеної білорусами. Старобілоруська мова була офіційною мовою Великого князівства Литовського до 17 століття, коли її замінила польська. Період Великого князівства Литовського був сприятливим для розвитку старобілоруської мови та культури.
У 19 столітті відбулося відродження білоруських авторів, таких як Янка Купала, Максим Богданович і Якуб Колас. Відродження також вплинуло на латвійських білорусів, багато з яких поїхали до Полоцька та Вітебська здобувати освіту, а згодом повернулися до Латвії, щоб навчати інших. Лише в цей час розпочалася реальна робота з розвитку національної ідентичності. Міграція була посилена скасуванням кріпацтва в Росії та великим попитом на робочу силу в Ризі наприкінці 19 століття.
Роки незалежності Латвії після Першої світової війни були дуже сприятливими для білорусів, оскільки вони отримали статус національної меншини. Білоруська інтелігенція отримала державне фінансування, заснувала культурно-освітнє об'єднання «Бацькаўшчына» і відкрила понад 50 білоруських шкіл і гімназій. В цей період виходили білоруськомовні періодичні видання, були засновані білоруські товариства та театр. В цей період білоруси почали дбати про захист і розвиток своєї мови. У 1934 році білоруські школи були скасовані та почалася латинізація Латгалії. Деякі школи були знову відкриті під час німецької окупації, але в 1944 році їх знову закрили. У 1950-1980-х роках відбулася значна хвиля білоруської міграції до Латвії, вже пов'язана з радянським тоталітарним режимом.
Після протестів в Білорусі (2020—2021) багато білоруських опозиціонерів, ІТ-спеціалістів та підприємців переїхали до Латвії.